# Főfőnök
A Főfőnök (dánul: Direktøren for det hele) 2006-ban bemutatott dán filmvígjáték, melynek rendezője és forgatókönyvírója  Lars von Trier. A film érdekessége, hogy ez volt Lars von Trier első vígjátéka, illetve, hogy a film operatőr nélkül készült. A film készítésekor egy Automavision nevű rendszert használtak, melynek során a rendező kiválasztotta a kamera helyét, és egy számítógépre bízta a zoom és egyéb kameramozgások megválasztását.

## Történet
Egy jól menő dán IT kisvállalat vezetője, Ravn el szeretné adni a cégét a régi kollégái tudta nélkül (kisemmizve őket), ám a vevő, egy izlandi üzletember azonban kizárólag a cég első számú emberével hajlandó tárgyalni, akivel csak az a probléma, hogy kitalált személy. Ravn az évek során, hogy a kellemetlen döntéseiért ne haragudjanak meg rá a kollégái, egy Amerikában élő főnökre fogta rá a kellemetlen döntéseket. A főfőnök eddig kizárólag e-mailben kommunikált a kollégákkal, de az eladás miatt egy élő személyre van szükség, ezért Ravn felbérel egy állástalan színészt, Kristoffert hogy rövid ideig játssza el az amerikai főfőnök szerepét, írja alá az eladásról szóló szerződést. A probléma akkor kezdődik, mikor a kollégák meglátják a folyosón a „főfőnököt”. Kristoffer jó főnökhöz méltóan megismerkedik a kollégákkal, meghallgatja problémáikat, és megpróbál segíteni nekik, bevetve az általa istenített Gambini-módszert is.

## Gambini-módszer
Antonio Stavro Gambini huszadik századi színházi író. Előszeretettel alkalmaz abszurd megoldásokat a darabjaiban. Például a mondat szavai között hosszú szüneteket tart, vagy minden kérdésre igennel válaszol stb. Ismertebb művei: 1969-ből (egyesek szerint 1968 vége) az „Akasztott macska” című egyfelvonásos, és „A kéményseprő monológja a kémények nélküli városból” című három órás, szintén egyfelvonásos darab. Az íróról gyakran mondták, hogy furcsa, nem minden alap nélkül. Nem hitt az improvizációban, szerinte az improvizáció behódolás a szalondrámának. Magáról az íróról csak egy dolgot tudunk biztosan: kitalált személy.

## Szereplők
- Kristoffer – Jens Albinus
- Ravn – Peter Gantzler
- Lise – Iben Hjejle
- Kisser – Sofie Gråbøl
- Nalle – Henrik Prip
- Gorm – Casper Christensen
- Heidi A. – Mia Lyhne
- 'Stakkels' Mette – Louise Mieritz
- Spencer – Jean-Marc Barr

## Külső hivatkozások
- Hivatalos oldal
- Főfőnök a PORT.hu-n (magyarul)
- Főfőnök az Internet Movie Database-ben (angolul)
- Főfőnök a Rotten Tomatoeson (angolul)
- Főfőnök a Box Office Mojón (angolul)   -  Filmművészetportál 

• összefoglaló, színes tartalomajánló lap